# Lazzaro figlio di Giairo
Lazzaro figlio di Giairo, in origine Eleazar Ben Yair figlio di Jairus (... – Masada, 73), è stato un condottiero ebreo antico zelota, capo della setta dei Sicarii che guidò per oltre due anni la resistenza della fortezza di Masada, a partire dal 70.
Lazzaro - a quanto narrano le cronache del tempo -  si suicidò poco prima che la fortezza venisse espugnata dalla Legio X Fretensis.